# Jace Norman
Jace Lee Norman (Corrales, 21 marzo 2000) è un attore e produttore televisivo statunitense, noto per aver interpretato il ruolo di Henry Hart nella serie televisiva Henry Danger di Nickelodeon.

## Biografia
Jace Norman è nato a Corrales, nel New Mexico. Si trasferisce nella California del Sud all'età di 8 anni. Ha un fratello e una sorella maggiori, Xander (1996) e Glory (1994)

## Carriera
Ha iniziato la sua carriera di attore nel 2012 con un'apparizione nella serie televisiva Disney, Jessie.
Dal 2014 al 2020 ha interpretato il ruolo principale nella sitcom di Nickelodeon, Henry Danger, ruolo che lo consacrerà tra le star Nickelodeon del momento. Difatti, nel 2015, fa parte del cast dello speciale natalizio Nickelodeon, Ho Ho Holiday, un film televisivo in cui Jace Norman recita come sé stesso.
Tra il 2015 e il 2019 è il protagonista di cinque film originali di Nickelodeon: Adam & Adam, Il mio amico è una bestia, Il mio amico è una bestia 2, Jeremy senza freni! e Un detective alla Bixler High. Da aprile fino a novembre 2016 ha avuto una relazione con l'attrice Isabela Merced, incontrata sul set di Adam & Adam.
Dal 2019 al 2021 è stato sentimentalmente legato all'attrice Shelby Simmons, conosciuta nel set di Henry Danger.
Nel 2020 Jace Norman è produttore di Henry Danger (11 episodi della quinta stagione) e, poi, insieme a Cooper Barnes dello suo spin-off Danger Force.
A fine 2020 Jace Norman riprende il ruolo di Henry Hart per un cameo alla fine del sesto episodio della prima stagione di Danger Force, riprenderà il ruolo per una puntata intera a inizio 2021 durante uno speciale a lui dedicato per poi tornare durante la battaglia della Danger Force contro Rick Twitler.
L'attore statunitense ha dato la sua voce in alcuni episodi di alcune serie Nickelodeon e successivamente nei film Spark: A Space Tail (2016) e Bigfoot Family, grazie ai quali ha potuto cominciare la sua carriera fuori dal piccolo schermo.
Nel 2017, 2018, 2019, 2020 e 2021 (dunque per cinque anni di fila) ha vinto il Kids' Choice Awards per la star preferita maschile.
Nel gennaio 2022, Nickelodeon (in collaborazione con Paramount+) ha annunciato un adattamento cinematografico della serie di Henry Danger in cui ritornerà Jace Norman nei panni di Henry Hart.

## Vita Privata
Soffre di dislessia e per questo ha subito atti di bullismo durante la scuola media.

## Filmografia

### Attore

#### Cinema
- Henry Danger - Il film, regia di Joe Menendez (2025)

#### Televisione
- Jessie – serie TV, 1 episodio (2012)
- Deadtime Stories, regia di David e Scott Hillenbrand – miniserie TV, 1 episodio (2013)
- I Thunderman (The Thundermans) – serie TV, 1 episodio (2013)
- The Dumb Show, regia di Mike Manasewitsch – film TV (2013)
- Henry Danger – serie TV, 121 episodi (2014–2020)
- Adam & Adam (Splitting Adam), regia di Scott McAboy – film TV (2015)
- Nickelodeon's Ho Ho Holiday Special, regia di Jonathan Judge – film TV (2015)
- Il mio amico è una bestia (Rufus), regia di Savage Steve Holland – film TV (2016)
- Il mio amico è una bestia 2 (Rufus 2), regia di Savage Steve Holland – film TV (2017)
- Nickelodeon's Sizzling Summer Camp Special, regia di Jonathan Judge – film TV (2017)
- Jeremy senza freni! (Blurt!), regia di Michelle Johnston – film TV (2018)
- Un detective alla Bixler High (Bixler High Private Eye), regia di Leslie Kolins Small – film TV (2019)
- Game Shakers – serie TV, 2 episodi (2018–2019)
- Danger Force – serie TV, 5 episodi (2020-2022)

### Doppiatore
- Henry Danger Motion Comic – serie animata, 12 episodi (2015-2016)
- Spark: A Space Tail, regia di Aaron Woodley (2016)
- A casa dei Loud (The Loud House) – serie animata, 1 episodio (2017)
- Le avventure di Kid Danger (The Adventures of Kid Danger) – serie animata, 12 episodi (2018)
- Bigfoot Family, regia di Jeremy Degruson e Ben Stassen (2020)
- Danger Goes Digital, regia di Mike Caron – miniserie TV (2021)

## Riconoscimenti
- Kids' Choice Awards 2016
  - Candidatura come Favorite Male TV Star – Kids' Show per Henry Danger[8]
- Kids' Choice Awards 2017
  - Favorite Male TV Star per Henry Danger[9]
- Kids' Choice Awards 2018
  - Favorite Male TV Star per Henry Danger[10]
- Nickelodeon Kids' Choice Awards 2019
  - Favorite Male TV Star per Henry Danger[11]
- Nickelodeon Kids' Choice Awards 2020
  - Favorite Male TV Star per Henry Danger
- Kids' Choice Awards 2021
  - Favorite Male TV Star per Henry Danger

## Doppiatori italiani
Nelle versioni in italiano dei suoi film, Jace Norman è stato doppiato da:
- Riccardo Suarez in Henry Danger, Game Shakers, Jeremy senza freni, Il mio amico è una bestia, Il mio amico è una bestia 2, Un detective alla Bixler High, Danger Force
- Simone Lupinacci in Adam & Adam, I Thunderman
- Mosè Singh in Nickelodeon Kids' Choice Awards